# Pachydissus mulsanti
Pachydissus mulsanti es una especie de escarabajo longicornio del género Pachydissus, tribu Cerambycini, subfamilia Cerambycinae. Fue descrita científicamente por Montrouzier en 1855.

## Descripción
Mide 12-12,5 milímetros de longitud.

## Distribución
Se distribuye por Papúa Nueva Guinea.